# Salacia crassifolia
Salacia crassifolia är en benvedsväxtart som först beskrevs av Carl Friedrich Philipp von Martius, och fick sitt nu gällande namn av George Don. Salacia crassifolia ingår i släktet Salacia och familjen Celastraceae. Inga underarter finns listade.

## Bildgalleri

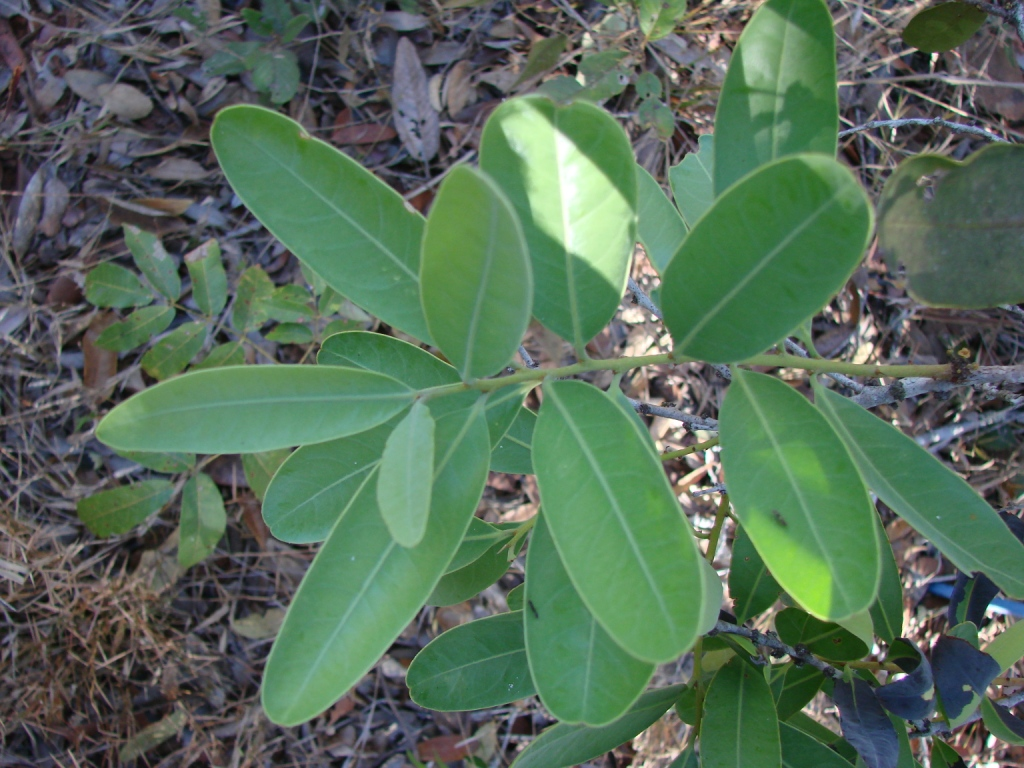
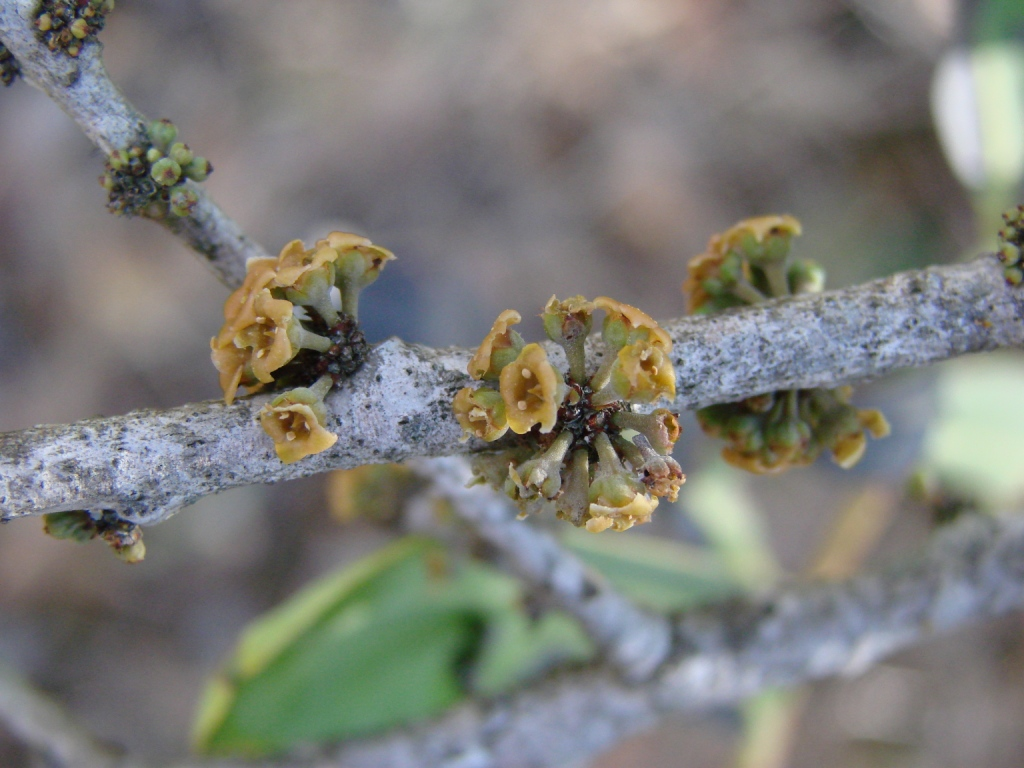
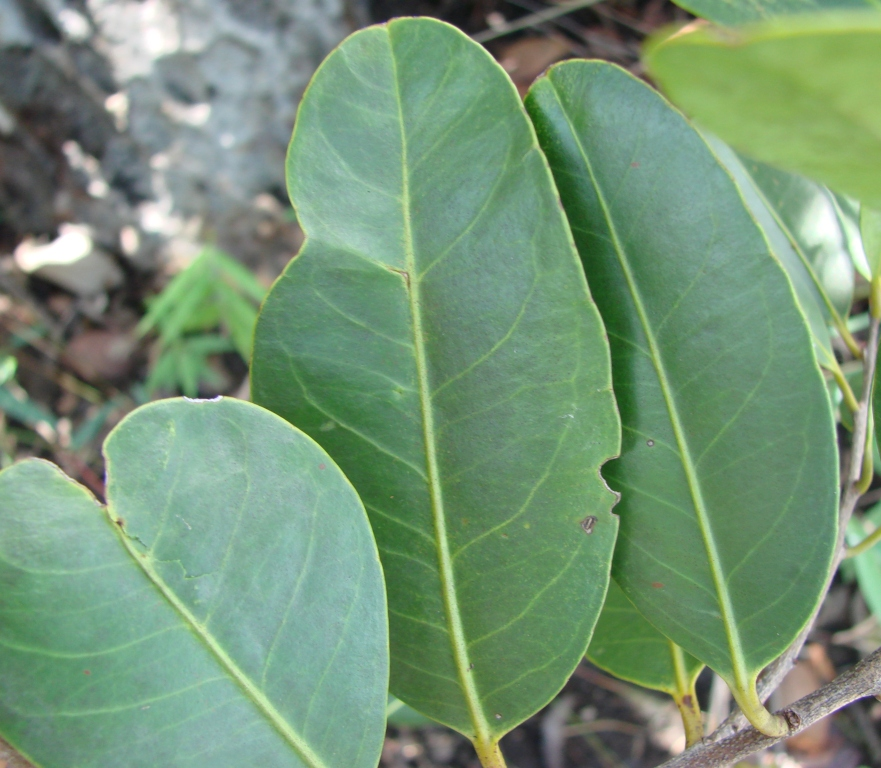
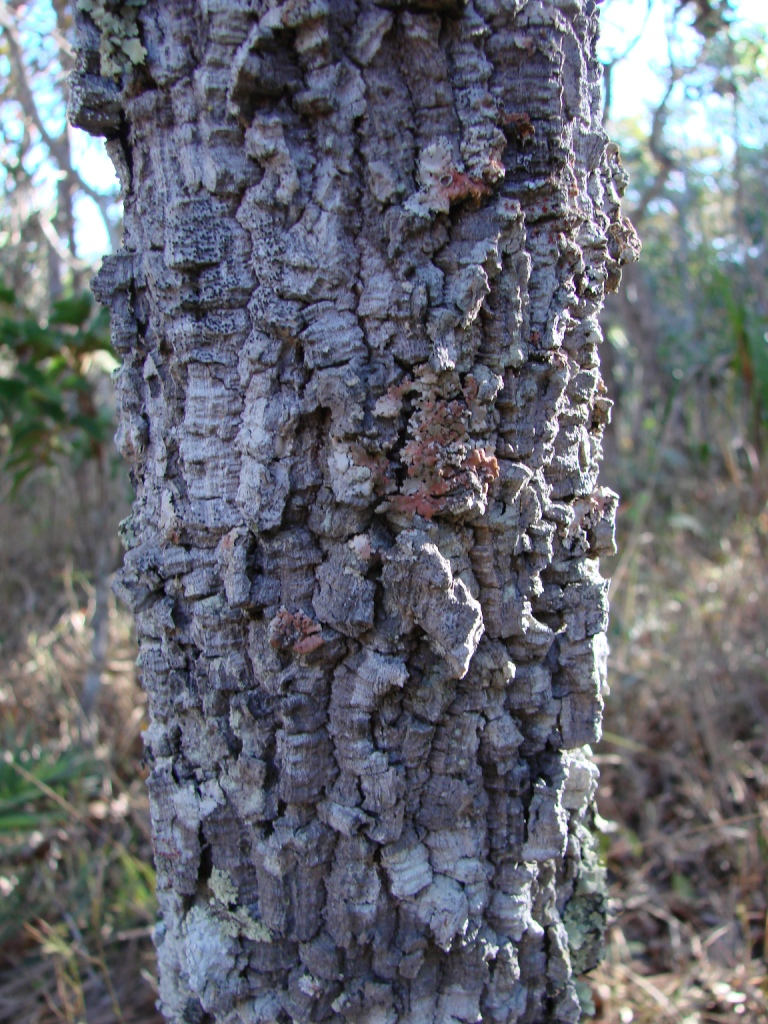